# Ron Hallstrom
Ronald David Hallstrom (Holden, 11 giugno 1959) è un ex giocatore di football americano statunitense che ha militato nel ruolo di guardia nella National Football League (NFL).

## Carriera
Al college Hallstrom giocò a football ad Iowa. Fu scelto dai Green Bay Packers nel corso del primo giro (22º assoluto) del Draft NFL 1982. Vi giocò per quasi tutta la carriera fino al 1992, tranne un'ultima annata con i Philadelphia Eagles nel 1993.